# コウメマイルド
コウメマイルドは、異なる事務所に所属するピン芸人同士で結成された日本のお笑いユニット。

## メンバー
コウメ太夫（コウメだゆう、1972年4月20日 -（52歳））
ツッコミ担当。

三浦マイルド（みうらマイルド、1977年10月18日 -（47歳））
ボケ担当。

## 来歴
2021年12月31日放送『クイズ☆正解は一年後』（TBS）にて、田村亮（ロンドンブーツ1号2号）率いる亮チームが優勝。100万円を懸けたラストクイズ「R-1難民チャンス」として新たに設けられた芸歴10年制限のため出場不可となった三浦（R-1ぐらんぷり2013優勝）・岡野陽一（R-1ぐらんぷり2019ファイナリスト）・ルシファー吉岡（R-1ぐらんぷり2016から5年連続ファイナリスト）が集められ、「番組の用意した相方・コウメと組んでM-1グランプリにてどこまで進出できるか?」というクイズの一環で結成された。誰がコウメと組むのかはスタジオメンバーの多数決によって三浦に決定し、当番組で放送されるまで企画としての挑戦であることは一切伏せられていた。
即席でコンビを組む以前はほぼ面識のなかった2人であったが、これをきっかけに良い飲み友達になったという。

## 賞レース成績
- M-1グランプリ2021 3回戦進出[5][注 1] - 亮チームは「準々決勝進出」と予想していたためあえなく不正解[3]。ちなみに優勝を逃した今が旬チーム（マヂカルラブリー・ぺこぱ・生見愛瑠）は唯一正解していた。

## 芸風
コウメはすっぴんで普通の格好、三浦はネタ中のコウメが纏う衣装と白塗りを身につけての漫才。